# ハンス・カノン
ハンス・カノン（Hans Canon、本名、Johann Baptist Strašiřipka、1829年3月15日 - 1885年9月12日）はオーストリアの画家である。

## 略歴
ウィーンで生まれた。1845年からウィーン美術アカデミーでフェルディナント・ゲオルク・ヴァルトミュラーやカール・ラールに学んだ。卒業する前にオーストリア陸軍の士官として召集され1847年から1855年まで軍で働いた。スラブ系の姓がオーストリアではハンディキャップになると考えカノンと名のるようになった。カノンの名の由来は軍務中に着想を得た、大砲のカノンによるともされる。軍隊を退役した後、フランス、イギリス、イタリアや中東を旅した。
ウィーンに戻った後、後に極地探検のスポンサーにもなるヨハン・ネポムク・ウィルチェク伯爵と知り合い、伯爵がシェーンブルン動物園のためにロンドンへ動物を購入するのに同行した。1860年から1869年までカールスルーエで活動し、その後シュトゥットガルトに移り1874年まで滞在した。1873年のウィーン万国博覧会に出展した作品がオーストリア皇帝に買い上げられるなど、評価が高まったので、ウィーンに戻った。ウィルチェク伯爵とのつながりから、依頼を受けて、ウィルチェク伯爵の北極探検の参加者の肖像画や船の絵も描いた。肖像画を主に描いたほか、ウィーン自然史博物館などの建物に装飾画も描いた。

## 作品

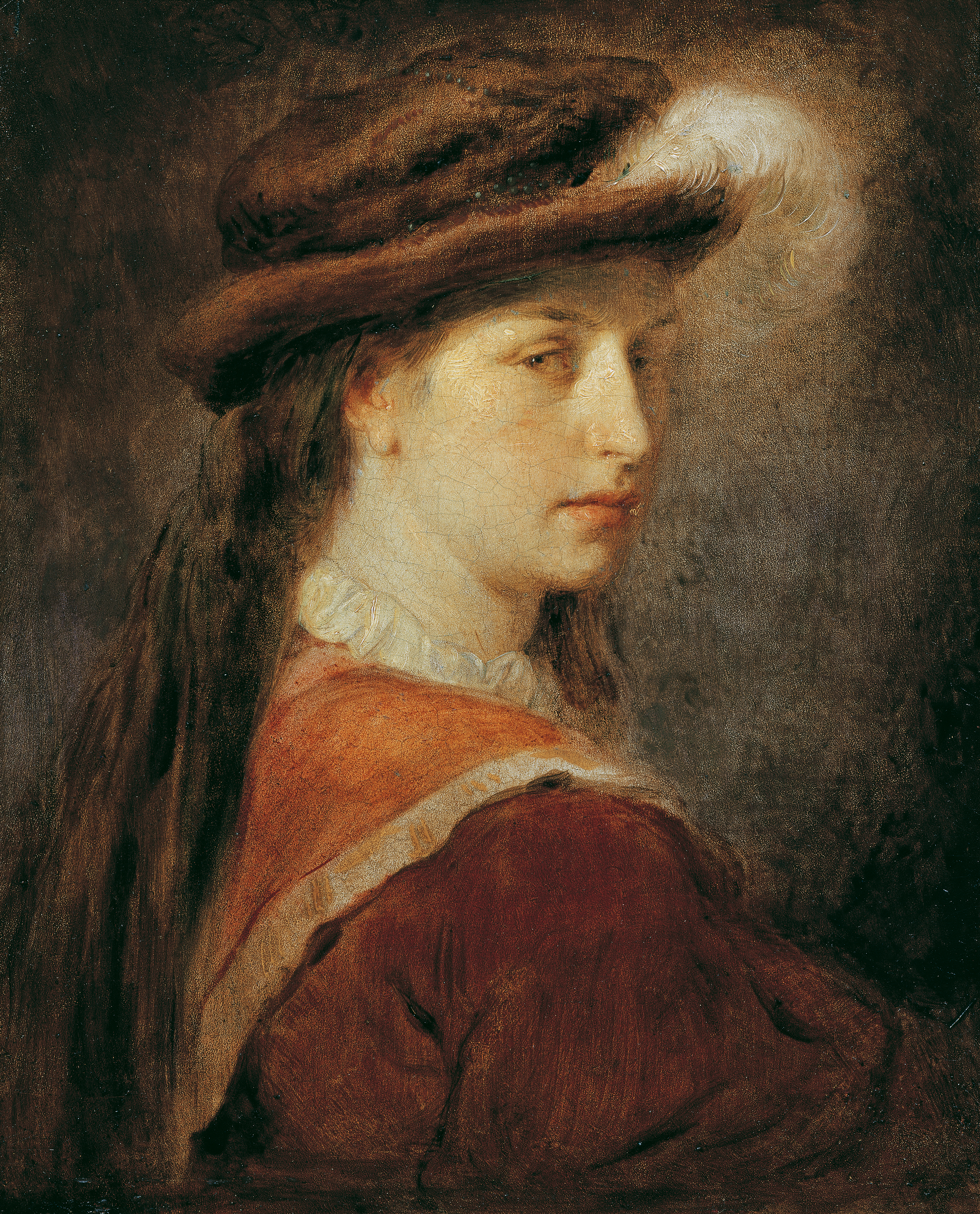
羽帽子の女性 (c.1870)
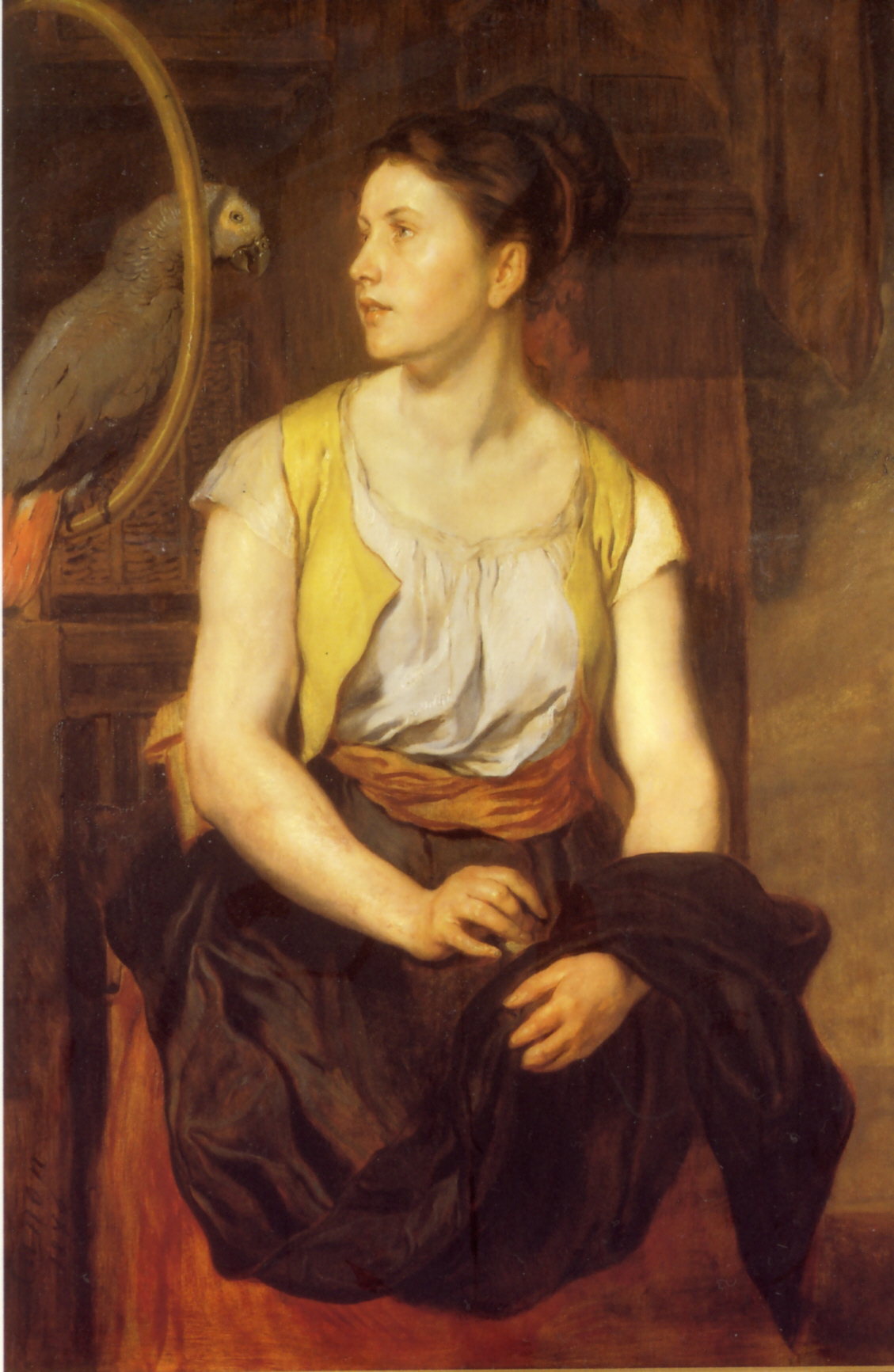
オウムと女性 (1876)
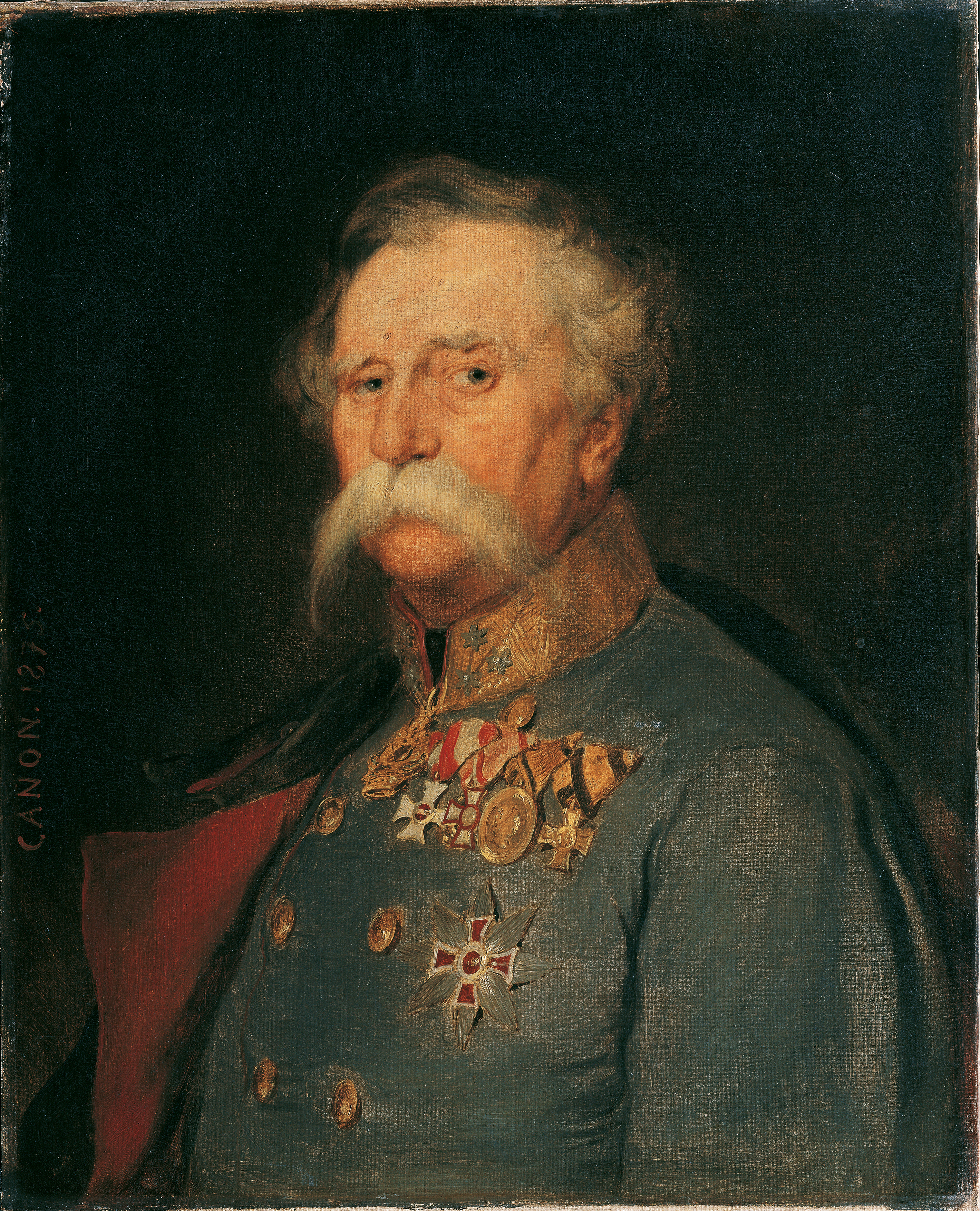
Franz von Hauslab-軍人 (1875)
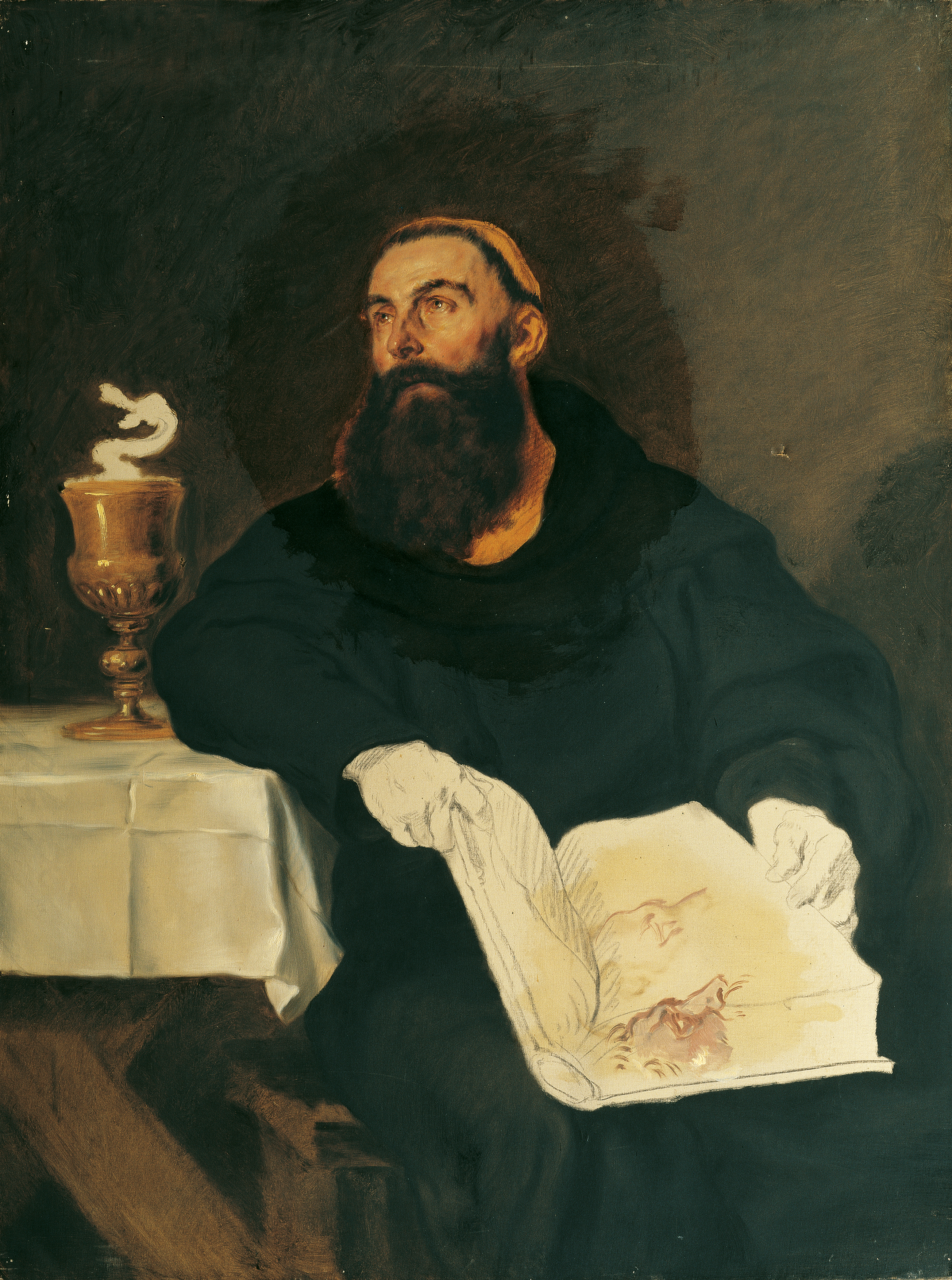
ヌルシアのベネディクトゥス (1874)
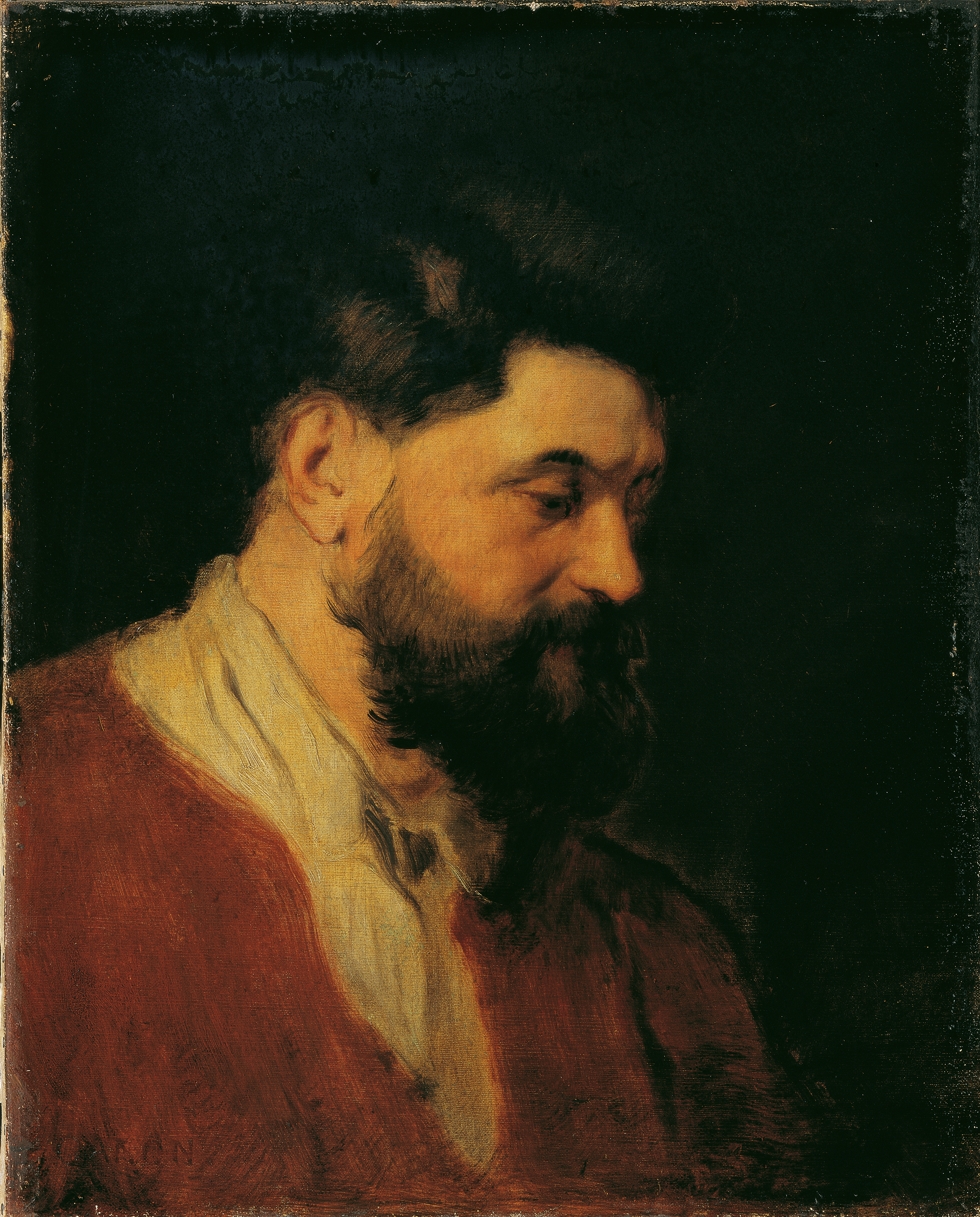
北極探検隊の船乗り (c.1875)
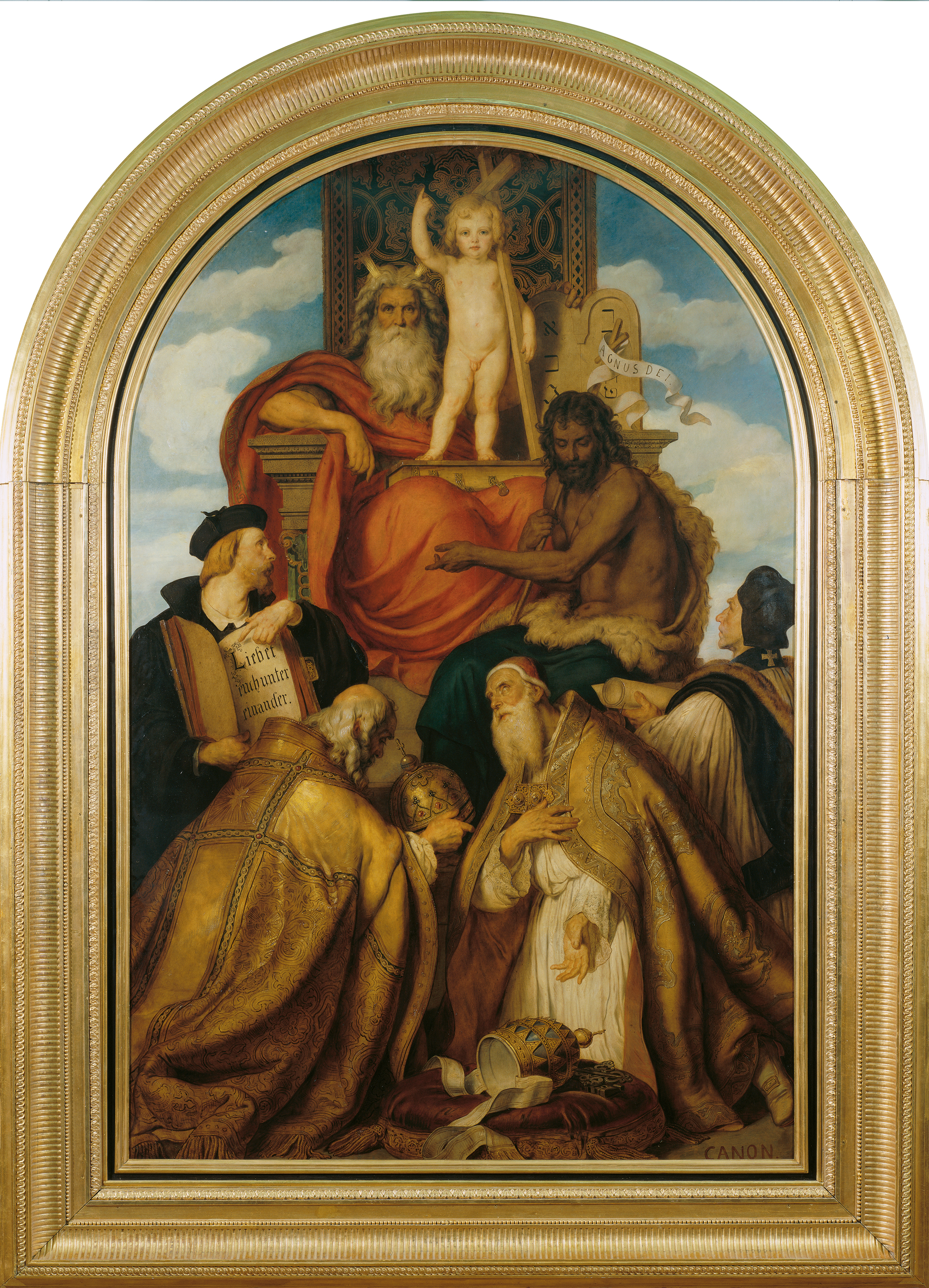
Die Loge Johannis (1873)
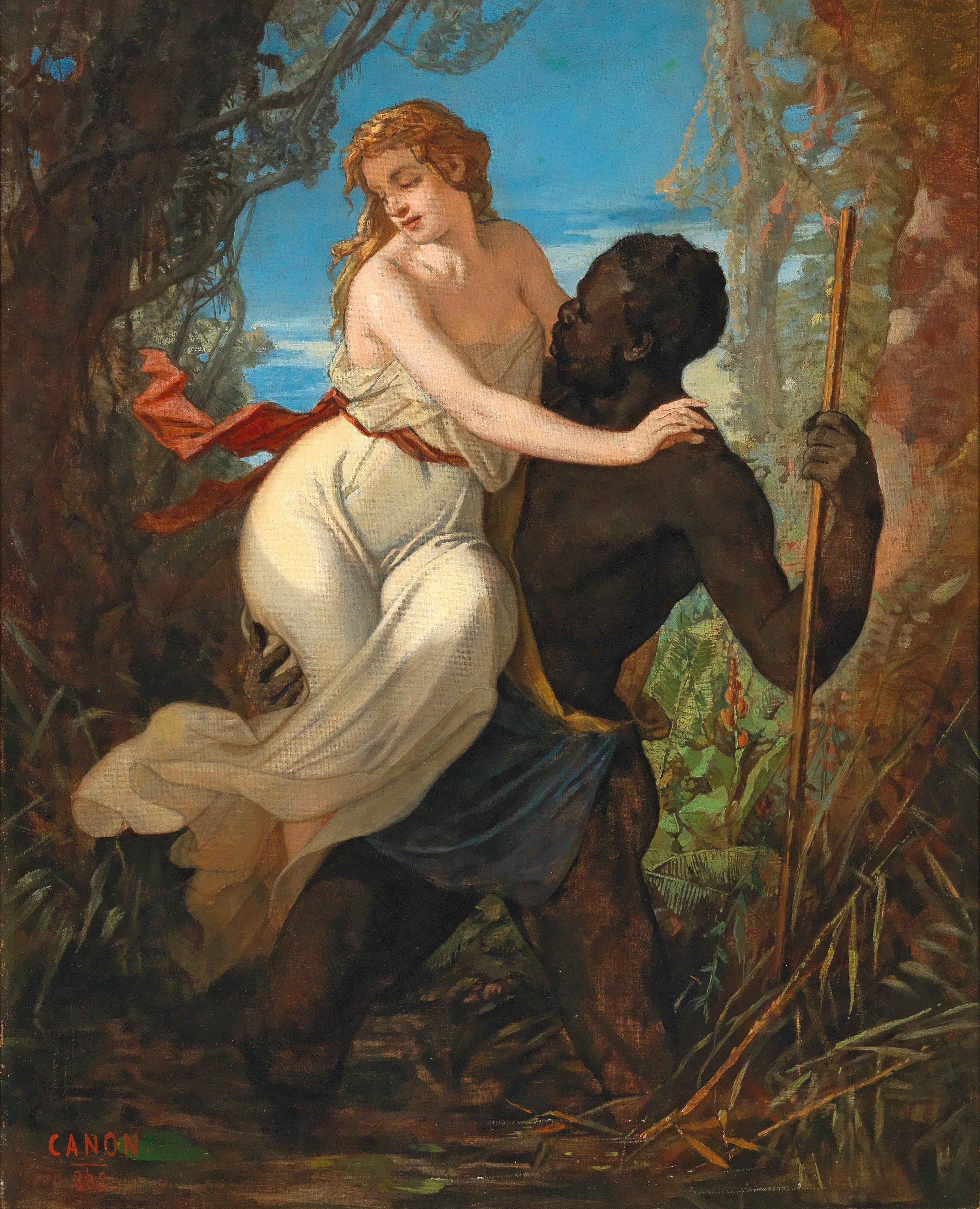
(1862)
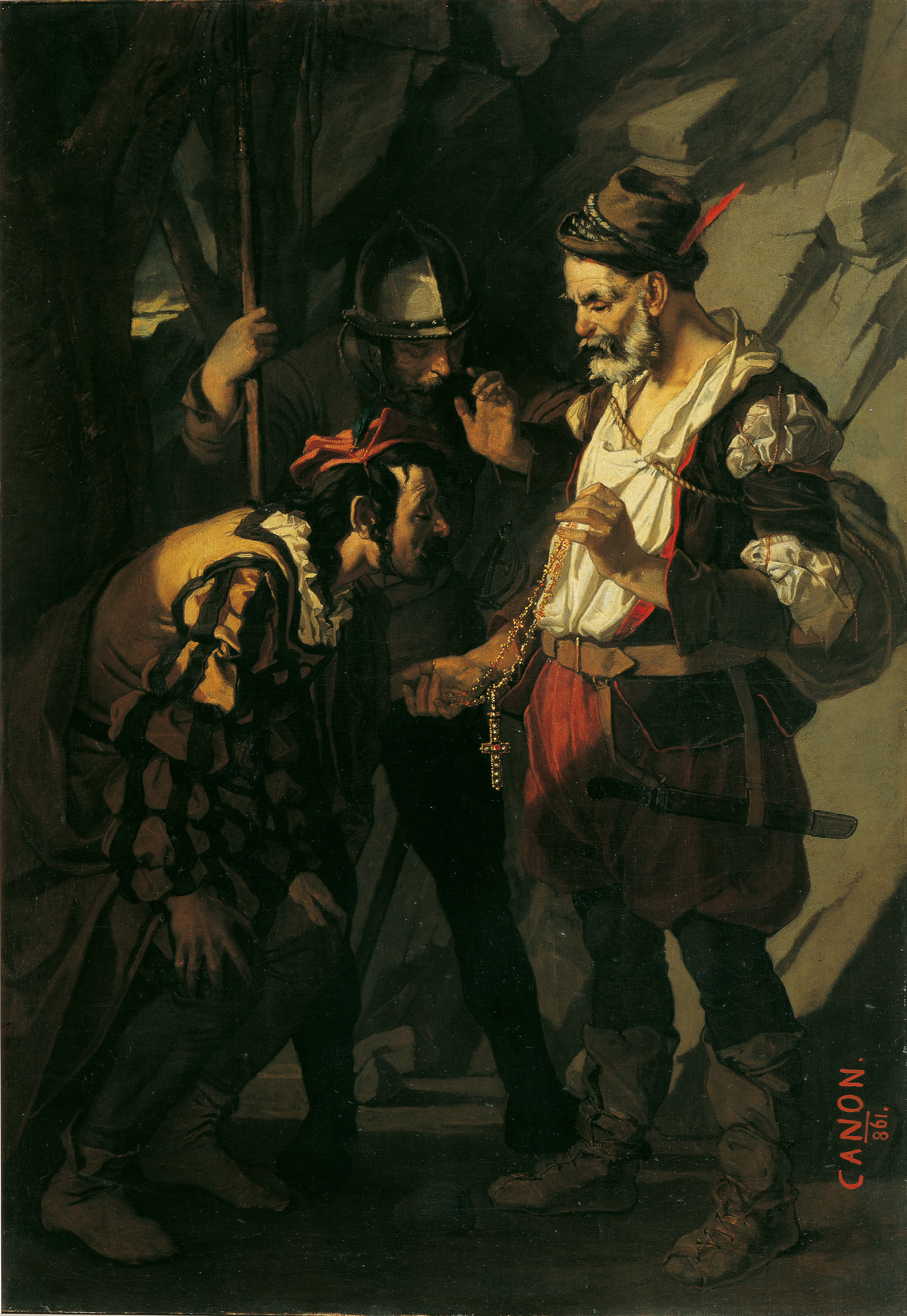
(1861)

## 関連図書
- Franz Josef Drewes [de]: Hans Canon 1829–1885. Werkverzeichnis und Monographie. Hildesheim/Zürich/New York, G. Olms [de], 1994 ISBN 3-487-09840-7
- Hans Canon. Skizzen, Entwürfe, Dokumente. Exhibition catalog. Vienna: Österreichische Galerie Belvedere, 1966